# 富春街道
富春街道，中华人民共和国浙江省西北部杭州市富阳区下辖的一个街道。2020年人口32.1万人。

## 行政区划
现辖：
城西社区、盘龙山社区、后亭子社区、苋浦社区、春晖社区、春秋社区、春南社区、秋月社区、太平桥社区、虎山社区、城东社区、镬子山社区、鹳山社区、江滨社区、后周社区、鹿山社区、秦望社区、金桥社区、凤浦社区、春华村、秋丰村、三联村、宵井村、方家井村、执中亭村、西邮村、青云桥村、拔山村、杨清庙村、湖塍村和三桥村。